# Nelly Ciobanu
Nelly Ciobanu (* 28. října 1974, Cantemir, Sovětský svaz) je moldavská zpěvačka. Patří mezi nejúspěšnější moldavské interpretky. Reprezentovala Moldavsko na Eurovision Song Contest 2009 v Moskvě s písní „Hora Din Moldova“, kde obsadila čtrnácté místo.

## Kariéra

### 1993–2008
Ciobanu debutovala na moldavské scéně v roce 1993 v sourozeneckém duu Master Dinamit. O rok později zvítězila na soutěži Steaua de dimineața. Po vystoupení na festivalech Maluri de Prut (1996) a Mamaia, 97 (1997) se zařadila mezi populární interpretky v Rumunsku a Moldavsku. Dále vystupovala na domácích i zahraničních festivalech (například na Ukrajině, v Kazachstánu či v Koreji) a vystudovala hudební akademii v Tiraspolu.
V roce 2000 vystupovala na populárním festivalu Slovanský Bazar ve Vitebsku, o tři roky později získala druhé místo na soutěži mladých zpěváků New Wave. V roce 2001 byla oceněna titulem Čestný umělec Moldavska. Od roku 2007 moderuje hudební pořad „Vedete la bis“.

### Eurovision Song Contest
V roce 2009 zvítězila s písní „Hora Din Moldova“ v národním kole do Eurovision Song Contest. 14. května vystoupila v druhém semifinálovém kole v Moskvě, odkud postoupila do finále. Zde o dva dny později získala 14. místo se ziskem 69 bodů. V roce 2012 se Nelly znovu pokusila o reprezentaci Moldavska na Eurovizi, s písní „Turn On The Light“ ale neuspěla.

## Osobní život
V roce 2005 se Nelly narodila dcera Mirela Christiana.